# McCarthyism

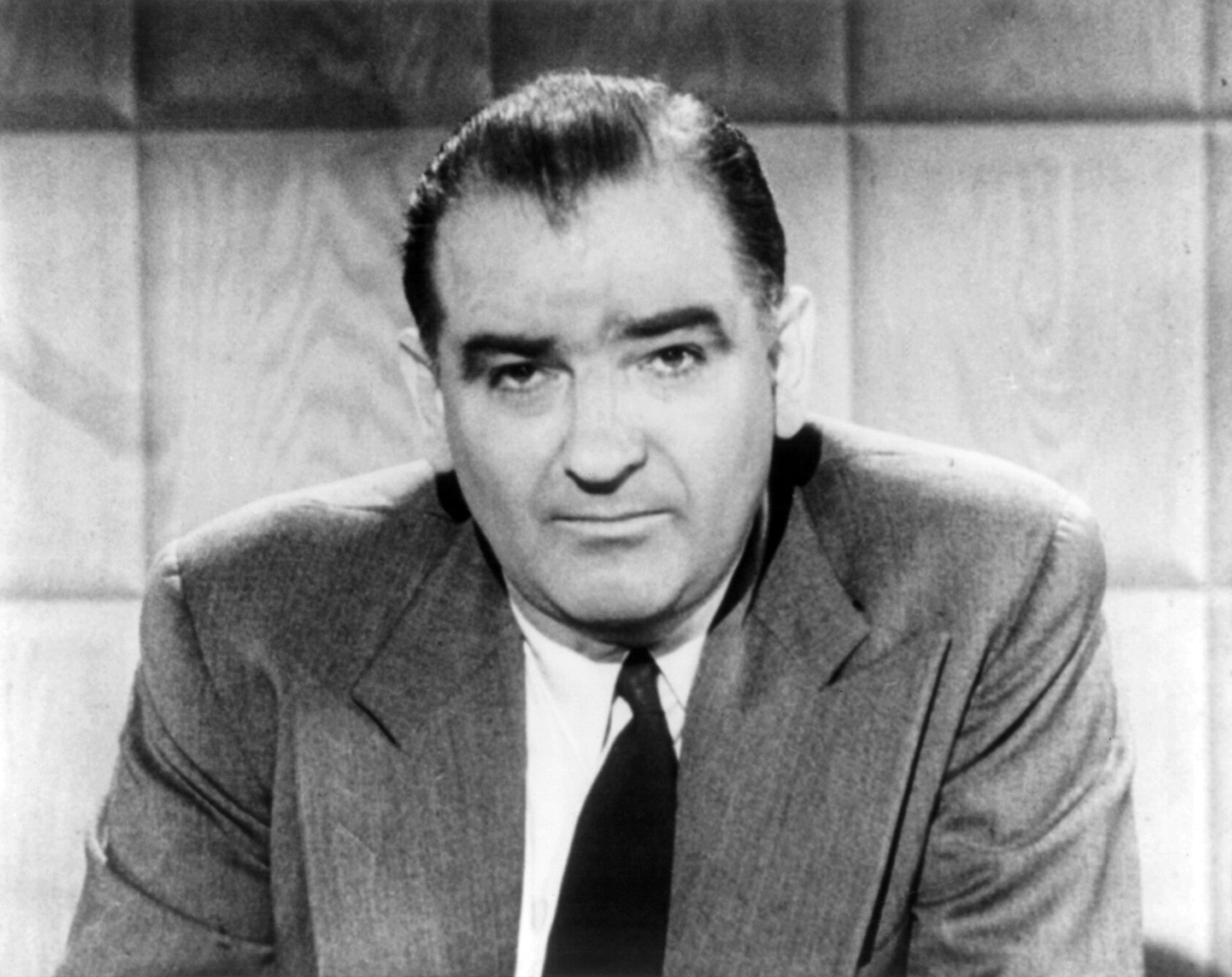
Joseph McCarthy.

McCarthyism syftar på den antikommunistiska misstänksamheten i USA under 1940-talet och 1950-talet.
Företeelsen har fått sitt namn efter Joseph McCarthy som var amerikansk senator från Wisconsin mellan 1947 och 1957 och som under den röda faran efter andra världskriget byggde sin politiska karriär på vidlyftiga anklagelser om att alla amerikanska myndigheter hade infiltrerats av kommunistiska agenter som arbetade för Sovjetunionen.